# Titus Flueraș
Titus Flueraș (n. 1973) este un interpret, muzician, profesor și violonist român, conferentiar universitar dr.  la catedra de vioară a Academiei de Muzică “Gheorghe Dima” din Cluj și a Facultății de Muzică
A concertat ca solist cu orchestrele filarmonicilor din Cluj, Satu Mare, Arad, Oradea, susținând recitaluri și concerte atât în țară, cât și în străinătate. A concertat în Franța, Italia, Olanda, Ungaria, China, SUA, Japonia și Africa de Sud. În urmă cu câțiva ani a înființat ansamblul Liutaria, format din studenți ai Academiei de Muzică din Cluj, cu care a susținut numeroase concerte. A fost primul român care a făcut parte din YouTube Symphony Orchestra. in 2009, si cu care a concertat in calitate de concertmaestru, in sala Carnegie Hall - New York.